# Erzaleus metrius
Erzaleus metrius är en insektsart. Erzaleus metrius ingår i släktet Erzaleus och familjen dvärgstritar. Utöver nominatformen finns också underarten E. m. modesta.